# XML
XML (на български се произнася екс-ем-ел, от английски: Extensible Markup Language – екстензивен, широкообхватен маркиращ език) е стандарт (метаезик), дефиниращ правила за създаване на специализирани маркиращи езици, както и синтаксисът, на който тези езици трябва да се подчиняват. Сам по себе си той е безполезен, защото указва само как да бъде структуриран един документ (чрез маркиране с етикети), но не и какво означават отделните маркери (етикети). Ето защо е по-правилно да се нарече метаезик, отколкото език – обикновените езици имат семантика, т.е. предават някаква информация, докато XML указва само граматиката (по-точно синтаксиса) на езиците, базирани на него.
Ползата от XML се състои в това, че синтаксисът (структурирането) на документите се измисля само веднъж, а специализираните маркиращи езици само дефинират семантиката, т.е. набора от маркиращи етикети и тяхното значение. Другата изгода е, че XML прави възможно разработването на семантично агностични програмни средства, които могат да обработват всички XML базирани езици, дори и такива, които не са съществували по време на съставянето на софтуера. Тези програмни средства могат след това да се използват и в изработването на софтуер, който е написан за конкретен XML език. Или накратко – разделянето на синтаксиса от семантиката е поредното въплъщение на принципа „Разделяй и владей“.
XML е създаден като олекотена версия на SGML, целящ по-лесното му внедряване и налагане сред разработчиците. Създаден е от консорциума (World Wide Web Consortium) и съответно е добре пригоден за употреба в интернет пространството.

## Синтаксис
В XML информацията се маркира, като се загражда с етикети:
```
<name>
Иван
 
Димитров
 
Георгиев
</name>

```

Тук текстът Иван Димитров Георгиев е маркиран с етикет <name>, като по този начин е указано, че маркирания къс информация искаме да бъде разглеждан като едно цяло, имащо определено значение. Етикетите вървят по двойки – отварящ и затварящ, маркиращи съответно началото и края на маркирания текст.
Освен това етикетите могат да се влагат един в друг, така че да са получи йерархична организация на информацията:
```
<person>

   
<name>
Иван
 
Димитров
 
Георгиев
</name>

   
<country>
България
</country>

   
<language>
български
</language>

   
<language>
руски
</language>

</person>

```

По горния начин може да се маркира информация, свързана с отделни хора. В примера цялата информация е маркирана с етикет <person>, тъй като се отнася за един човек.

### Добре оформени XML документи
Това, което XML указва, е как да бъдат използвани етикетите. Например всеки документ трябва да започва с коренов етикет, така че цялата информация ще бъде маркирана от поне един етикет. Друго правило е изискването етикетите да не се припокриват (кръстосват) като в следващия пример:
```
<person><name>
Иван
 
Димитров
 
Георгиев
</person></name>

```

Правилно е следното:
```
<person><name>
Иван
 
Димитров
 
Георгиев
</name></person>

```

Документ, който се подчинява на тези (и много други) правила, описани в XML-стандарта, се нарича добре оформен XML-документ. Това, че един документ е добре оформен, гарантира, че всички програми, написани според стандарта, ще могат да го манипулират така, както всички останали валидни XML-документи. Обикновено първата стъпка преди програмната обработка на един документ е проверката за оформеност. Има много широкодостъпни програмни средства, които извършват тази проверка.

### Валидност и XML разширения
Тъй като XML не се занимава със семантичната страна на документите, следният текст също е част от добре оформен XML-документ:
```
<name>

   
<person>
България
</person>

</name>

```

Вероятно е желателно етикетът <name> да се среща само в <person> етикет, но не и в <language> етикет, тъй като с него е по-подходящо да се маркира име на човек. Също така ще е добре, ако държавата, в която живее човекът, бъде маркирана винаги с етикет <country>, а не с някой друг.
Именно това е ролята на XML разширенията – да опишат допълнителни синтактични правила като това кои етикети къде могат да се срещат, както и да се изясни тяхната семантика (значение). Тези допълнителни синтактични правила са в тясна зависимост от семантиката на етикетите и по това се различават от общите XML правила. Описването им лесно може да се формализира, за която цел са създадени специални езици. Тези езици се наричат XML схеми (XML schemas) и задават допълнителните синтактични правила, на които трябва да отговаря документ, написан според някой от резширяващите XML стандарти.
Документи, които отговарят на правилата, описани в дадена XML схема, се наричат валидни. Валидните документи винаги са и добре оформени. Една от най-простите XML схеми е DTD (Document Type Definition – Дефиниция на документен тип). Схемата, на която отговаря XML документът, се посочва в началото му и следва определен от XML синтаксис:
```
<!DOCTYPE html PUBLIC "-//W3C//DTD XHTML 1.0 Transitional//EN"

"http://www.w3.org/TR/xhtml1/DTD/xhtml1-transitional.dtd">

```

Горният код показва, че документът е написан според стандарта на Web Consortium, XHTML 1.0 Transitional (който представлява разширение на XML). Формалността на описанието в XML схемите позволява проверката за валидност на документите да се автоматизира.
Втората задача на разширяващите стандарти – описване на семантиката – е по-трудна и обикновено се описва в изказен, полуформален текст, предназначен да бъде четен от хора (за разлика от XML схемите, които са формални и могат да се разбират от програмите). Спазването на семантиката е изцяло задължение на този, който съставя документа, и не може да бъде проверено от програма.

## Езици, основани на XML
Това са маркиращи езици, които са написани според XML стандарта. Всеки такъв език може да се разглежда като подмножество на XML.
- XHTML – превъплъщение на HTML езика, променен, така че да отговаря на XML стандарта
- MathML – език за описване на математически изрази
- SVG – описване на векторна графика

## Стандарти, свързани с XML
Има множество стандарти, които са създадени да работят в тясно сътрудничество с XML.
- XSL (Extensible Stylesheet language – Разширяем език за стилове) е всъщност семейство езици, чрез които може да се опише как един XML документ да бъде трансформиран или форматиран:
  - XSL Transformations
  - XSL Formatting Objects
  - XPath
- DOM (Document Object Model – Обектен документен модел) – стандартен обектен модел за програмен достъп до XML документи